# Gencsapáti alsó megállóhely
Gencsapáti alsó megállóhely egy Vas vármegyei vasúti megállóhely Gencsapáti településen, a GYSEV üzemeltetésében. Nagygencs településrész központjának keleti szélén helyezkedik el, közúti megközelítését a 8721-es útból kiágazó 87 314-es számú mellékút biztosítja.

## Vasútvonalak
A megállóhelyet az alábbi vasútvonalak érintik:
- Szombathely–Kőszeg-vasútvonal

## Kapcsolódó állomások
A megállóhelyhez az alábbi állomások vannak a legközelebb:
- Kámon megállóhely (Szombathely–Kőszeg-vasútvonal)
- Gencsapáti felső megállóhely (Szombathely–Kőszeg-vasútvonal)

## Forgalom
| Járat        | Útvonal | Gyakoriság   |
| ------------ | --- | ------------ |
| személyvonat | Szombathely – Kámon – Gencsapáti alsó – Gencsapáti felső – Gyöngyösfalu – Lukácsháza alsó – Lukácsháza – Kőszegfalva – Kőszeg | 1-2 óránként |